# Sascha (Film)
Sascha ist eine deutsche Tragikomödie von Regiedebütant Dennis Todorović, die am 24. März 2011 in die deutschen Kinos kam. Der Film handelt von einem heimlich schwulen Sohn (Titelfigur Sascha, gespielt von Saša Kekez) einer montenegrinischen Gastarbeiterfamilie in Köln.
Er wurde bei verschiedenen europäischen LGBT-Filmfestivals gezeigt und ausgezeichnet.

## Handlung
Bei der Rückfahrt von einem Familienurlaub in Montenegro kauft der 19-jährige Sascha in einem Kiosk heimlich ein Schwulenmagazin. An der Grenze wird die Familie Petrović von Zollpolizisten kontrolliert; der Polizist, der Saschas Rucksack durchsucht und das Magazin findet, verrät ihn aber nicht. Nach der Ankunft zuhause in Eigelstein, wo sie von Saschas Bruder Boki erwartet werden, hat Sascha Klavierunterricht in der Jazzhausschule bei seinem Lehrer Gebhard Weber, in den er heimlich verliebt ist. Dieser gesteht ihm, dass er während Saschas Urlaub die Bestätigung für eine Professur in Wien erhalten hat und in wenigen Tagen umziehen wird. Traurig stürmt Sascha hinaus, wobei er Gebhard vorher noch umarmt. Währenddessen hat seine Mutter Stanka, die in Heimarbeit Stecker für Video- und Kassettenrekorder herstellt, ein Gespräch mit ihrem Chef, der ihr eine Festanstellung in Fischenich anbietet, aber sie lehnt ab. Sascha trifft sich mit seiner Nachbarin und besten Freundin Jiao, gegenüber der er sich als schwul bekennt, worauf sie wegläuft, weil sie glaubte, dass er in sie verliebt wäre. Als sie zuhause ankommt, wird Jiao von Boki angesprochen, aber genervt schubst sie ihn, sodass er hinfällt und sich verletzt. Was dieser darüber berichtet, lässt ihre Eltern vermuten, dass Sascha mit Jiao zusammen ist.
Später geht Sascha ins Schwimmbad, wo er heimlich Gebhard im Becken beobachtet und hört, wie dieser einen Freund zu einer Abschiedsparty in einem Nachtclub einlädt. Am Abend des nächsten Tages gehen Sascha und Jiao zusammen in diesen Club. Von Jiao und dem Barkeeper ermutigt, nähert Sascha sich Gebhard, der ihn bemerkt und rüde anspricht. Sascha küsst ihn zweimal, wird aber von einem Mann, mit dem Gebhard zuvor geflirtet hat und den Sascha mit einer abfälligen Bemerkung brüskiert hat, niedergeschlagen.
Am nächsten Tag findet die Aufnahmeprüfung von Sascha und Jiao, die Geige spielt, an einem Konservatorium statt. Als Sascha dort ankommt, hat Jiao ihre Prüfung schon hinter sich, und Boki kommt auch hinzu. Während der Prüfung sieht Pero, Saschas Onkel, auf der Straße Gebhard, wie dieser von seinem ehemaligen Partner Peter geküsst wird. Sascha spielt die Klaviersonate Nr. 21 von Beethoven, hat aber ein Blackout und bricht auch seinen zweiten Versuch ab. Er schreit den Prüfern zu, dass er eigentlich gar nicht Klavier studieren will, und stürmt heraus, an der Tür auch vorbei an Jiao und Boki, die miteinander knutschen. Als er erschöpft wieder stehenbleibt, erhält er einen Anruf von Gebhard, der ihm anbietet, zu ihm zu kommen. In dessen Wohnung küssen sie sich und haben Geschlechtsverkehr. Nachdem Boki mit Jiao nach Hause kommt und sie erzählen, dass Sascha abgehauen ist, erkennt Pero in der Kneipe von Saschas Eltern Gebhard auf einem Foto wieder und erzählt den anderen, dass dieser schwul ist. Nachts findet Stanka in Saschas Zimmer das Schwulenmagazin und ist geschockt.
Beim gemeinsamen Frühstück weist Gebhard Saschas Liebeserklärung zurück und macht klar, dass er weiterhin nach Wien ziehen wird. Sascha ruft Jiao an, sie solle aussagen, er wäre die Nacht bei ihr gewesen, und sie beschließen, dass Gebhard mit zu seinen Eltern kommt. In der Kneipe treffen sie Saschas Vater Vlado an, der nach einem Streit mit seiner Frau aufgeregt ist. Er durchschaut, dass Sascha ihn anlügt, und erkennt das Geheimnis seines Sohnes, als dieser zugibt, dass er bei Gebhard war. Als die anderen Familienmitglieder Krach hören und in die Kneipe eilen, sehen sie, wie Vlado eine Pistole auf Gebhard richtet. Der Schuss trifft aber stattdessen Boki in der Schulter.
Ein halbes Jahr später besucht Stanka, die mittlerweile in Fischenich arbeitet, ihren Mann im Gefängnis, der nach dem Gefängnisaufenthalt nach Montenegro abgeschoben werden wird. Er will aber, dass sie, wenn es so weit ist, nicht mit ihm kommt, sondern mit den Söhnen in Deutschland bleibt. Als Sascha hinzukommt, macht ein Mitinsasse eine abfällige Bemerkung, aber sein Vater verteidigt ihn. Später übt Sascha mit seinem Bruder das Paddeln, wo er wieder Peter begegnet.

## Vorführungen und Veröffentlichung
Sascha wurde zunächst 2010 in den Vereinigten Staaten bei den LGBT-Filmfestivals Frameline in San Francisco und Outfest in Los Angeles sowie dem Chicago International Film Festival gezeigt. Die Deutschlandpremiere des Films fand bei den 44. Internationalen Hofer Filmtagen 2010 statt. Im Vereinigten Königreich wurde der Film beim 25. London Lesbian and Gay Film Festival Anfang April 2011 gezeigt. In Wien war Sascha im November 2012 der Eröffnungsfilm der ersten Queeren migrantischen Filmtage; bei der Vorstellung waren Todorović und Kekez anwesend.
In den deutschen Kinos lief der Film ab dem 24. März 2011. Die DVD wurde von Salzgeber Medien & Co. GmbH am 27. September 2011 herausgegeben.

## Rezeption

### Rezensionen
Die Deutsche Film- und Medienbewertung (FBW) hat dem Film das Prädikat „wertvoll“ verliehen und schrieb in der Begründung: „Man merkt, dass dem Regisseur das Milieu vertraut ist und dass er es trotz aller Kritik liebevoll betrachtet. Die Charaktere sind glaubhaft, detailgenau gezeichnet und gut getroffen. Geschickt changiert der Film zwischen Migrationsmilieu, Künstler- und Schwulenszene und schafft es, eine emotionale Geschichte über das Erwachsenwerden, schwules Melodram und multikulturellen Familiengeschichte miteinander zu verbinden. Die Verwendung der verschiedenen Sprachen und Musikstile trägt zum besonderen Reiz bei. Der Zusammenprall der unterschiedlichen Kulturen und die daraus entstehenden Dramen und Konflikte werden gut entwickelt und mit schönen Regieeinfällen zugespitzt und aufgelöst, ohne dass eine der handelnden Personen dabei denunziert wird oder ernsthaft Schaden nimmt. Hierin liegt auch eine große Leistung der Schauspieler. Selbst in der Tragik behält jeder seine Würde und die Härte der Konflikte wird durch Ironie und Situationskomik gebrochen. Auch die sommerliche Atmosphäre, die in schönen Bildern und eleganten Kamerafahrten gut eingefangen wird, trägt zur Leichtigkeit bei.“
Für Jörn Seidel von Zeit Online ist der Film „ästhetisch [...] zwar noch etwas mutlos, thematisch aber ein ambitionierter, handwerklich beeindruckender und einfühlsamer Nachwuchsfilm.“ Dem Regisseur gelinge der Balanceakt zwischen Kulturen, Charakteren, Themen und Genres, was auch an den sympathischen Schauspielern und der trotz aller Tragik guten Laune liege. Peter Gutting von der Kinozeit lobt vor allem die Musik aus launigem Balkan-Pop und den Ton von Peter Aufderhaar: „Die folkloristisch angehauchten Arrangements halten den dramaturgischen Mix aus Multikulti-Komödie, Familiendrama und Entwicklungsroman zusammen. Und verleihen ihm eine Lebensfreude, die sich aus südländischem Temperament speist.“
Sissymag, ein Magazin für nicht-heterosexuelle Filme, führt in einer Analyse des Films aus, wie er mehr ist als ein Comingout-Film im Migrantenmilieu, nämlich auch eine ernsthafte und subtile Auseinandersetzung mit dem Selbstbild der Balkan-Männer, ein Film über die Probleme von Gastarbeitern und ein vielschichtiges Beziehungsdrama. Die eigentlich tragische Figur sei Vlado, ein Abbild vieler Väter, die zwischen patriarchaler Tradition und moderner Gesellschaft zerrissen Verlierer werden. Ähnlich formuliert David Hall für Gay Celluloid die Themen und lobt dabei den Hauptdarsteller: „Todorovic konstruiert ein starkes Verständnis des montenegrinischen Machismus, von Eltern, die ihre Träume durch ihre Kinder leben und von einem Vater, der sichtlich unwohl mit der liberalen Einstellung des Großstadtlebens ist. Das Ergebnis ist ein Film, gefüllt mit Sehnen nach Liebe und Akzeptanz und gebrochenen Herzen nebenstehender Leben, mit Saša Kekez, der schmerzhaft die Leiden eines jungen Mannes übermittelt, der verzweifelt versucht, angesichts der Erwartungen anderer, er selbst zu sein.“

### Auszeichnungen
Der Film wurde bei diversen LGBT-Filmfestivals ausgezeichnet:
- Mezipatra (Tschechische Republik), 2010: Zuschauerpreis
- Costa del Sol Filmfestival, 2011: Bester Film
- Festival del Sol (Teneriffa), 2011: Bester Film
- Zinegoak (Bilbao), 2011: Bester Film
- Side by Side (Tomsk), 2013: Zuschauerpreis

Der Film erhielt 2012 in Wien den Preis der Queeren migrantischen Filmtagen, bei denen außerdem Schauspieler Saša Kekez als bester Schauspieler prämiert wurde. Die Schauspielerin Željka Preksavec wurde 2011 beim Festival de la Luna in Valencia für die Rolle Stanka als beste Schauspielerin ausgezeichnet. An Komponist Peter Aufderhaar ging bei den Internationalen Hofer Filmtagen der Förderpreis Deutscher Film.

### Möglicher Einsatz im Schulunterricht
Auf kinofenster.de wird der Film ab der 7. Klasse für die Fächer Sozialkunde/Gemeinschaftskunde, Deutsch, Ethik und Musik empfohlen. Reinhard Kleber schreibt, für Gemeinschaftskunde biete er „viele Anknüpfungspunkte für die Analyse der kulturellen Auseinandersetzungen, die Migranten/innen in Deutschland bewältigen müssen. Die unterschiedlichen Integrationsfortschritte der Familienmitglieder zeigen auf, wie hindernisreich und aufreibend dieser Prozess sein kann. Ohne erhobenen Zeigefinger verdeutlicht Todorovic zudem die Schwierigkeiten eines schwulen Coming-outs, besonders in einem Milieu, das Homosexualität ablehnt.“ Für das Fach Musik liefere er Anstöße für eine kritische Diskussion des Karrieredenkens.